# Fujiwara no Mototsune
Fujiwara no Mototsune (藤原基経, 836-891), fils de Fujiwara no Nagara et de Fujiwara no Otoharu et fils adoptif de Fujiwara no Yoshifusa, son oncle paternel, était l'un des régents Fujiwara. Il exerça la régence de l'empereur et donc le pouvoir. Après que l'empereur qu'il régissait ait acquis sa maturité, Mototsune inventa le grade de régent kampaku pour lui-même. Ainsi, lui et le clan Fujiwara maintenaient une position de pouvoir sur le Japon.

## Généalogie
Mototsune épousa deux princesses :
- Princesse Soshi, fille du prince impérial Saneyasu (fils de l'empereur Nimmyo), dont
  - Fujiwara no Raishi (Noriko), morte 936, épouse impériale (nyogo) de l'empereur Seiwa
  - Fujiwara no Baishi (Kazuko), nyogo de l'empereur Seiwa
  - Tokihira (871-909)
  - Fujiwara no Onshi (Atsuko), née 872, morte 907, nyogo de l'empereur Uda
  - Nakahira (875-954)
  - Tadahira (880-949)
  - Fujiwara no Onshi (Shizuko), née 885, morte 954; entrée au palais en 901 ; épouse impériale (nyogo) de l'empereur Daigo en 901 ; titrée impératrice (chugu) en 923 ; impératrice douairière (kotaigo) 932 ; grande impératrice douairière (taikotaigo) 946

- une fille du prince impérial Tadayoshi/Tadara (fils de l'empereur Saga), dont
  - Fujiwara no Kanehire (875-935).

- Mototsune eut également 4 enfants d'épouses non identifiées :
  - Fujiwara no Kamiko, morte 898; nyogo de l'empereur Kōkō
  - Fujiwara no Yoshihira
  - Fujiwara no Shigeko, mariée au prince Yoshiari (Minamoto no Yoshiari), fils de l'empereur Montoku
  - Une fille, mariée au prince Sadamoto (fils de l'empereur Seiwa)